# Izabella Wołłejko-Chwastowicz
Izabella Lucyna Wołłejko-Chwastowicz je polská diplomatka, od 1. února 2019 do 2024 generální konzulka Polské republiky v Ostravě.

## Život
Izabella Wołłejko-Chwastowicz je absolventkou Univerzity Karlovy a Jagellonské univerzity (evropská studia). Studovala také na Vysoké škole obchodní ve Varšavě.
Od roku 2003 státní úředník civilní služby. V letech 1999–2000 pracovala v Maršálskovském úřadě Malopolského vojvodství, kde se zabývala mimo jiné mezinárodní spoluprací se zahraničními partnery – Prešovským a Žilinským krajem. V letech 2000–2001 pracovala v diplomatickém protokolu předsedy vlády. V letech 2001–2006 v Úřadu pro elektronickou komunikací.
Od roku 2006 na Ministerstvu zahraničních věcí. V letech 2012–2016 působila jako konzulární rada na Velvyslanectví Polské republiky v Praze. V roce 2016 zastávala funkci zástupkyně ředitele Odboru veřejné a kulturní diplomacie, od roku 2017 do roku 2018 byla ředitelkou Odboru pro personalistiku a vzdělávání a následně ředitelkou Bezpečnostního odboru. Od 1. února 2019 do 2024 generální konzulka Polské republiky v Ostravě.
V roce 2016 jí byla udělena medaile "Pro patria". Je vdaná, má jednu dceru.